# Sender Zwiefalten (Donautal)
Der Sender Zwiefalten (Donautal) ist ein Füllsender des Südwestrundfunks (ehemals des Südwestfunks) für Hörfunk. Er befindet sich oberhalb und etwa einen Kilometer südlich des Dorfes Zwiefalten (Landkreis Reutlingen) auf einer bewaldeten Anhöhe im Gewann Schwarzlachenhau. Als Antennenträger kommt ein freistehender Stahlfachwerkmast zum Einsatz.

Von hier aus wird die Gemeinde Zwiefalten und die nahe Umgebung mit den Rundfunkprogrammen des SWR versorgt. 

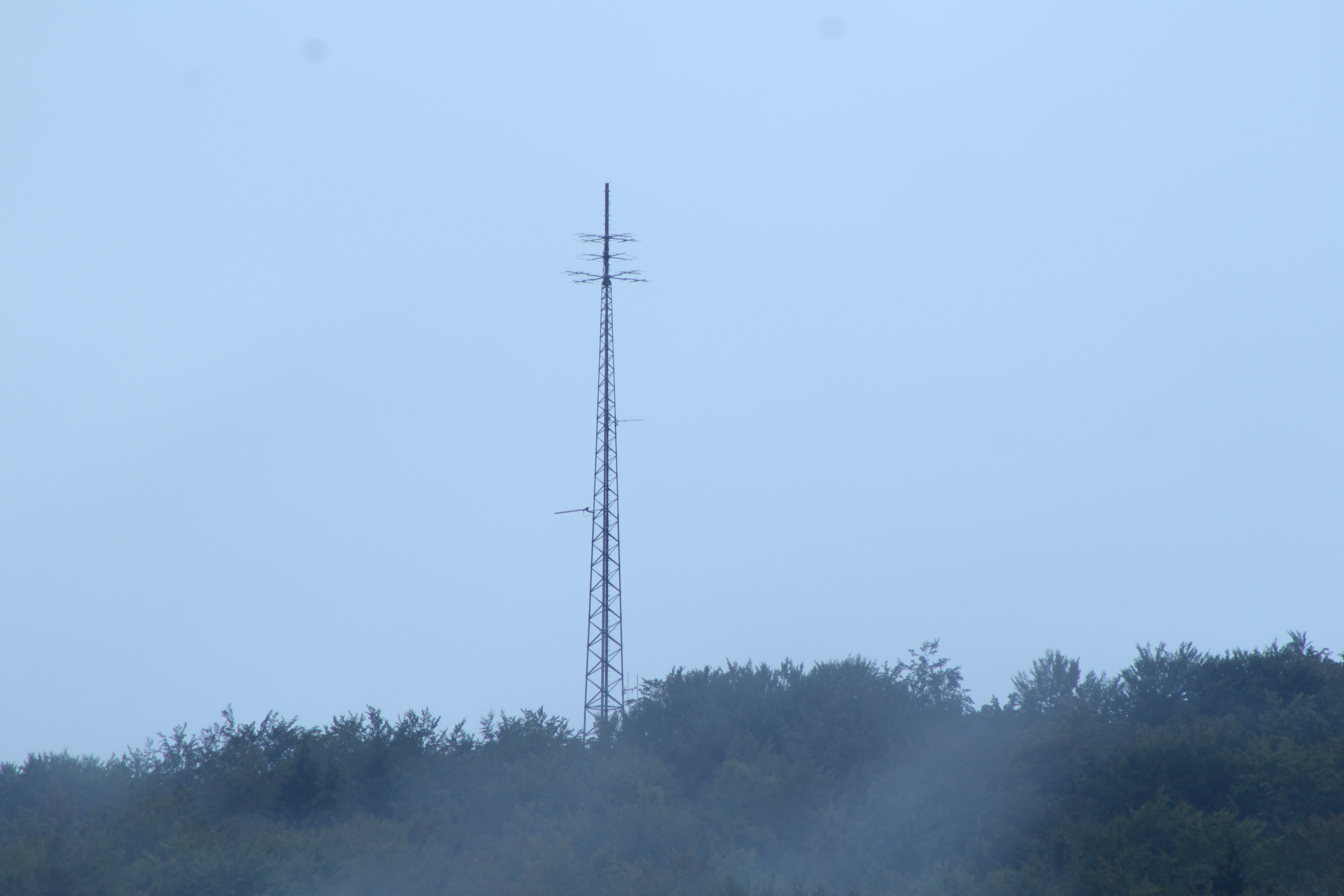
Sendeturm Zwiefalten

Bis zur Einführung von DVB-T wurde von diesem Sender das Fernsehprogramm Das Erste verbreitet.

## Frequenzen und Programme

### Analoges Radio (UKW)
Beim Antennendiagramm sind im Falle gerichteter Strahlung die Hauptstrahlrichtungen in Grad angegeben. In UKW werden folgende Programme ausgestrahlt:
| Frequenz (MHz) | Logo | Sendername             | RDS (PS) | RDS (PI) | Regionalisierung    | ERP (kW) | Antenne | Pol |
| -------------- | ---- | ---------------------- | -------- | -------- | ------------------- | -------- | ------- | --- |
| 87,60          |      | SWR4 Baden-Württemberg | SWR4_FN_ | DA04     | Bodensee Radio      | 0,1      | rund    | H   |
| 92,80          |      | SWR3                   | __SWR3__ | D3A3     | Alb/Allgäu/Bodensee | 0,1      | rund    | H   |
| 93,70          |      | SWR1 Baden-Württemberg | SWR1_BW_ | D301     |                     | 0,1      | rund    | H   |

### Analoges Fernsehen (PAL)
Vor der Umstellung auf DVB-T diente der Sendestandort weiterhin für analoges Fernsehen:
| Kanal | Frequenz (MHz) | Programm        | ERP (kW) | Sendediagramm rund (ND)/ gerichtet (D) | Polarisation horizontal (H)/ vertikal (V) |
| ----- | -------------- | --------------- | -------- | -------------------------------------- | ----------------------------------------- |
| 9     | 203,25         | Das Erste (SWR) | 0,005    | D (100–340°)                           | H                                         |

## Bildergalerie

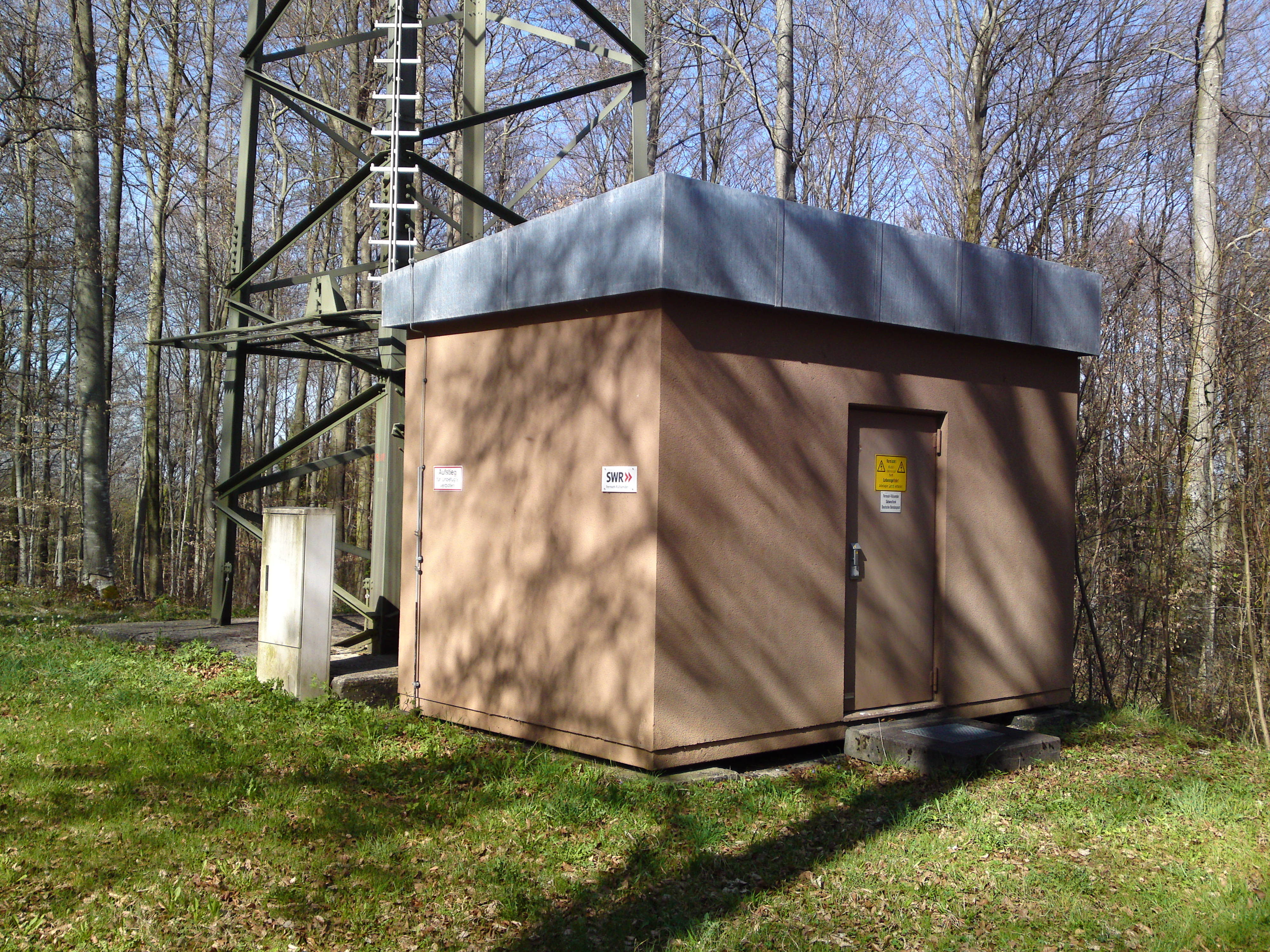
Senderhaus des Senders Zwiefalten (Donautal)
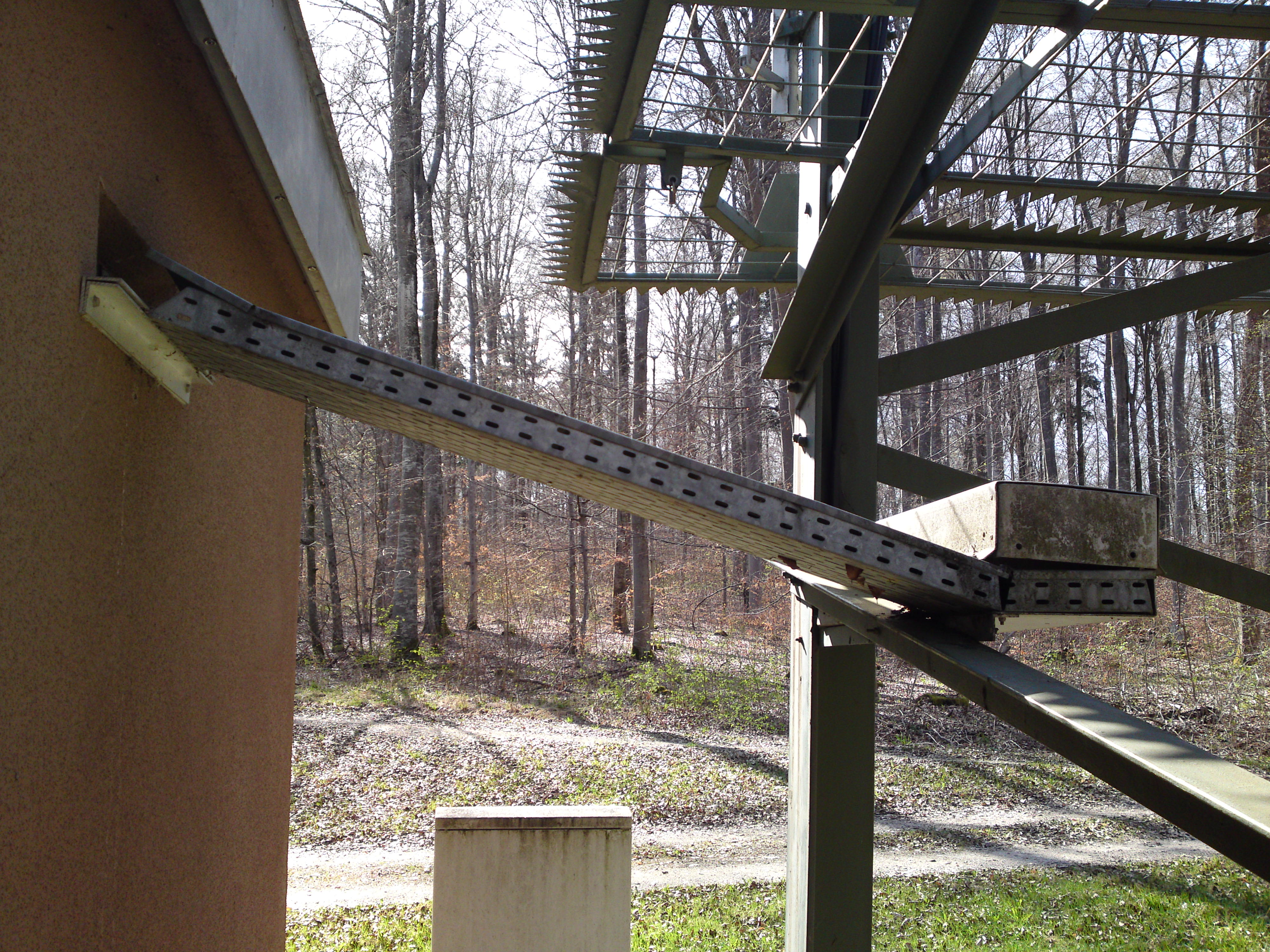
Zuleitung vom Senderhaus zum Sendemast
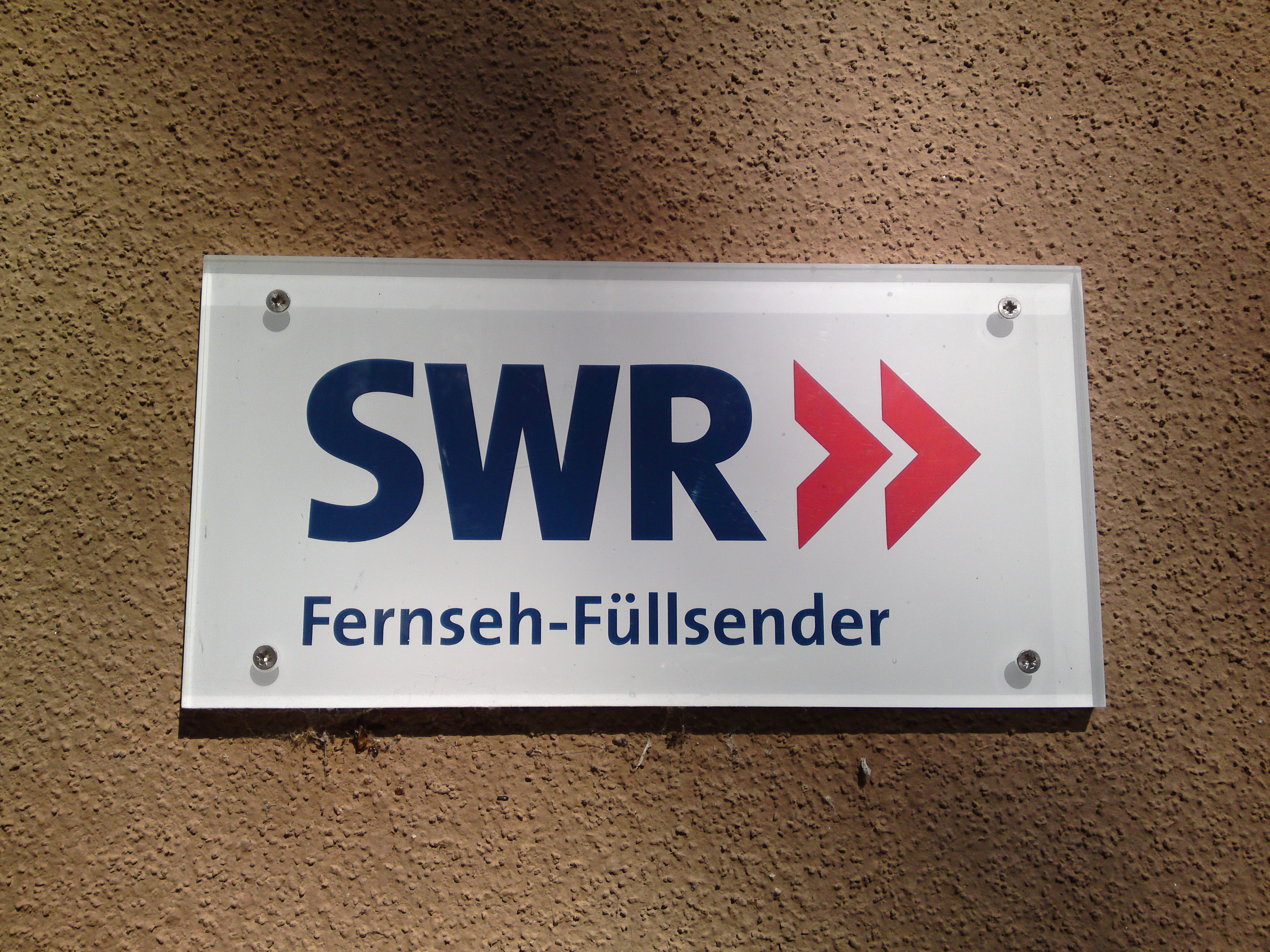
Informationsschild am Senderhaus